# Kloster Boulbonne
Das Kloster Boulbonne (Bolbona) ist eine ehemalige Zisterzienserabtei in der Gemeinde Cintegabelle im Département Haute-Garonne, Region Okzitanien, in Frankreich. Die mittelalterliche Anlage lag rund zwei Kilometer südlich von Mazères im Département Ariège. Die neue Abtei liegt rund 43 km südöstlich von Toulouse am rechten Ufer der Ariège.

## Geschichte
Das Kloster wurde im Jahr 1129 von Graf Roger III. von Foix gegründet und zunächst mit Benediktinermönchen aus Kloster Saint-Michel-de-Cuxa besiedelt. Es schloss sich 1150 dem Zisterzienserorden an und unterstellte sich dabei dem Kloster Bonnefont aus der Filiation der Primarabtei Morimond. Das Kloster wurde schnell reich und mächtig. Das Kloster erhielt von den Grafen von Foix 1160 ausgedehnte Wälder und 1163 die Grangie von Bonrepos. Als Tochterkloster wurde Kloster Óvila am Oberlauf des Tajo gegründet. 1196 schloss es sich das Priorat Vajal bei Saverdun an. 1218 trat das Kloster Saint-Michel-de-Cuxa sein Priorat Tramesaygues ab. Graf Roger IV. von Foix wurde in Boulbonne beigesetzt. 1253 war das Kloster an der Gründung der Bastide Mazères beteiligt. 1265 wurde die Kirche neu errichtet. Boulbonne gründete das Kollegium in Toulouse. Der spätere Papst Benedikt XII. war zunächst Mönch in Boulbonne. In den Religionskriegen wurde das Kloster angezündet und geplündert. 1567 wurde es bei einem Überfall der Hugenotten unter d’Audon völlig zerstört. Die Mönche zogen sich daraufhin in ihr Haus in der Rue Boulbonne in Toulouse zurück. Das Kloster wurde ab 1632 in Tramesaygues wiedererrichtet. 1742 erfolgte die Weihe der Kirche. 1707 besaß Boulbonne sechs Hauptgrangien, nämlich Tramesaygues, Le Baissac, Artenac, Ampouilhac und zwei in Beaulias. In der Französischen Revolution wurde die Abtei aufgelöst und die neun Mönche und vier Konversen, die sie noch besiedelten, mussten das Kloster verlassen. Die Anlage verfiel und wurde bis 1842 teilweise abgebrochen.

## Bauten und Anlage
Erhalten sind von der barocken Abtei eine Fassade, das Torhaus, ein Eckturm, der restaurierte, kreuzrippengewölbte Kreuzgang und das Refektorium aus dem Jahr 1740. Das Mobiliar ist teilweise in die Kirche Notre-Dame von Cintegabelle gelangt.